# Rodel Naval (actor)
Rodel Naval  (n. 16 de febrero de 1953, Manila † f. 11 de junio de 1995, Toronto, Canadá), fue un actor, cantante y compositor filipino. Se hizo conocer como cantante con sus primeros temas musicales como "Lumayo Ka Man" y "Muli". En 1975, comenzó su carrera como actor y en 1979 se trasladó a Toronto, Canadá, para continuar con su carrera musical y actoral. Después de haber residido en Canadá, más adelante se trasladó a los Estados Unidos instalándose en Los Ángeles (California). Allí empezó actuando en varios lugares como en el Teatro Wilshire Ebell, en el Templo del Rito Escocés y en el Hotel Ambassador.
En 1990, Rodel Naval regresó a su país Filipinas y allí grabó y lanzó su primer sencillo en su versión en tagalo titulado "Lumayo Ka Man", que era una adaptación de la canción "Single Again", que fue lanzada originalmente en 1989 por la cantante japonesa Mariya Takeuchi. 
Dos meses después, su canción "Lumayo Ka Man", fue premiado con tres discos de platino. En 1992, lanzó su primer álbum titulado Once Again, con canciones cantadas tanto en inglés como en tagalo.
En 1993, Rodel Naval se enfermó y regresó nuevamente a Canadá para someterse a un tratamiento médico. Mientras se encontraba allí, se unió a una  producción musical llamada Miss Saigon. A pesar de que su enfermedad seguía avanzando, esto no impidió a Rodel Naval seguir continuado con su carrera artística. En abril de 1994, ofreció dos giras de conciertos en vivo, uno en Toronto y otro en Los Ángeles.
El 11 de junio de 1995, Rodel Naval falleció en Toronto a la edad de 42 años. Según informes, Rodel Nadal había sufrido de una neumonía por pneumocystis. Un año después de su muerte, la familia de Rodel Naval en un programa de televisión filipino conducida por la presentadora, Inday Badiday, admitieron que su muerte fue resultado por complicaciones de la enfermedad del SIDA. También en una entrevista a Rodel Naval, antes de su muerte él ya había confirmado que se encontraba luchando contra el SIDA.
En 1997, como un homenaje a Rodel Nadal, sus hermanas fundaron una campaña llamada  Rodel Naval Care Outreach (RoNaCo), con el objetivo principal de  ayudar a las personas que son portadoras del VIH.